# Rikard II.
Rikard II. (Bordeaux, 6. siječnja 1367. – dvorac Pontefract u Zapadnom Yorkshireu, 14. veljače 1400.), engleski kralj.
Sin je Edvarda Crnog Kraljevića. Rodio se za vrijeme vlasti svog djeda, Edvarda III., a već u dobi od 4 godine je postao drugi po redu nasljeđivanja prijestolja, kad je umro njegov stariji brat Edvard Angoulêmski.
Krunu je 1377. naslijedio kao unuk Edvarda III. u dobi od deset godina. Tijekom njegove maloljetnosti državom su vladali njegov stric Ivan Gentski, vojvoda od Lancastera i moćni lordovi koji nakon njegove punoljetnosti nisu bili spremni na lak način predati vlast.
Rikardovu vladavinu obilježili su seljačka buna 1381. godine i trajni sukob s visokim plemstvom i parlamentom.
Seljački ustanak započeo je 1381. godine u Essexu i proširio se diljem Engleske. Uzroci izbijanja ustanka bili su u snažnom oporezivanju, kugom desetkovanog stanovništva, radi financiranja Stogodišnjeg rata. Pobunjenici pod vodstvom Wata Tylera pokušali su Rikarda prisiliti da promijeni svoju politiku. 15. lipnja 1381. godine Rikard se kod Smithfielda blizu Londona sastao s glavninom pobunjenika pod zapovjedništvom Tylera. Tijekom sastanka, lord gradonačelnik grada Londona William Walworth, misleći da Tyler prijeti Rikardu, pojurio prema naprijed i ubio Tylera. Lukavi Rikard izbjegao je nasilje pristavši da postane vođa pobunjenika. Pobuna je s Tylerovom smrću i Rikardovim obećanjem slobode pobunjenicima, izgubila na snazi. Međutim kad su se pobunjenici vratili svojim domovima Rikard je povukao obećanja i kaznio vođe pobune.
Sljedeća kriza Rikardove vlasti nastupila je 1386. godine, kada su pod udar kritika parlamenta i visokog plemstva iz skupine Apelirajućih lordova dospjeli Robert de Vere, grof od Oxforda i Michael de la Pole, sin trgovca, kojeg je Rikard imenovao kancelarom i grofom od Suffolka. Protiv de la Polea je podignuta optužnica i imenovano je Veliko vijeće koje je trebalo nadzirati kraljevski dvor. Rikard je od sudaca ishodio da odluku parlamenta proglase nezakonitom (1387.), ali je Robert de Vere, koji je navodno bio i Rikardov ljubavnik, kod Radcot Bridgea vojno poražen od pristaša parlamenta, pa je parlament 1388. odobrio smaknuće obojice ali su isti izbjegli u Francusku. 1397. godine Rikard je dao smaknuti dvojicu svojih najvećih protivnika u visokom plemstvu (grofa od Arundela i grofa od Gloucestera), poništio je sve odluke parlamenta te praktički do kraja svoje vladavine vladao kao tiranin.
Nova kriza nastupila je kada je Rikard godine 1399. svom bratiću Henriku Bolingbrokeskom, sinu vojvode od Lancastera, uskratio nasljedstvo. Dok je Rikard bio u pohodu na Irsku, Bolingbroke se, uz pomoć francuskog kralja s vojskom iskrcao u Engleskoj. Bolingbroke je Rikarda, koji se vraćao iz Irske, nadmudrio, uhvatio, prisilio na abdikaciju i zatočio. Rikard je umro zatočen godine 1400. najvjerojatnije od gladi.
Rikard se tijekom svog života dva puta ženio, ali nije imao djece. On je bio posljednji, osmi,  predstavnik dinastije Anjou-Plantagenet na engleskom prijestolju. Naslijedio ga je godine 1399. bratić Henrik Bolingbrokeski, sin Ivana Gentskog, vojvode od Lancastera, koji je kao i Rikard, unuk Edvarda III. On je bio začetnik kraljevske dinastije Lancastera.
| Prethodnik Edvard III. | Kralj Engleske | Nasljednik Henrik IV., kralj Engleske |